# Ibrahim Sunday
Ibrahim Sunday (Koforidua, Costa de Oro, 22 de julio de 1944) es un exfutbolista y exentrenador de fútbol de Ghana que jugó en la posición de extremo. Fue el primer futbolista africano en jugar en la Bundesliga.

## Carrera

### Club
| Periodo   | Club                     |
| --------- | ------------------------ |
| 1963–1975 | Asante Kotoko SC         |
| 1975–1977 | Werder Bremen            |
| 1977–1980 | VSK Osterholz-Scharmbeck |

### Selección nacional
Jugó para Ghana en 20 ocasiones de 1966 a 1977 y anotó ocho goles; participó en dos ediciones de la Copa Africana de Naciones y en dos ediciones de los Juegos Olímpicos.

### Entrenador
| Periodo   | Club                   |
| --------- | ---------------------- |
| 1980      | RC Daloa               |
| 1980-1983 | USC Bassam             |
| 1983-1984 | Asante Kotoko SC       |
| 1987      | Costa de Marfil U17    |
| 1988-1990 | Stella Club d'Adjamé   |
| 1992-1993 | Africa Sports National |
| 1994-2000 | Africa Sports National |

## Logros

### Jugador

#### Club
- Liga de fútbol de Ghana (6): 1963-1964, 1964-1965, 1967, 1968, 1969, 1972
- Copa Africana de Clubes Campeones (1): 1970[6][7]

### Individual
- Futbolista Africano del Año en 1971.[8][9]
- Premio Leyendas de la CAF en 2017.[10]

### Entrenador
- Liga de fútbol de Ghana (1): 1983[11]
- Copa de Ghana (1): 1984
- Primera División de Costa de Marfil (2): 1996, 1999
- Copa de Costa de Marfil (2): 1980, 1998
- Copa Africana de Clubes Campeones (1): 1983[12]
- Recopa Africana (2): 1992,[13] 1999
- Supercopa de la CAF (1): 1993
- Campeonato de Clubes de la WAFU (1): 1991[14]